# Distrito de Lipno
Lipno (polaco: powiat lipnowski) es un distrito (powiat) del voivodato de Cuyavia y Pomerania (Polonia). Fue constituido el 1 de enero de 1999 como resultado de la reforma del gobierno local de Polonia aprobada el año anterior. Limita con otros siete distritos: al norte con Golub-Dobrzyń, al nordeste con Rypin, al este con Sierpc, al sudeste con Płock, al sur con la ciudad de Włocławek y el distrito homónimo y al oeste con Aleksandrów; y está dividido en nueve municipios (gmina): uno urbano (Lipno), dos urbano-rurales (Dobrzyń nad Wisłą y Skępe) y seis rurales (Bobrowniki, Chrostkowo, Kikół, Lipno, Tłuchowo y Wielgie). En 2011, según la Oficina Central de Estadística polaca, el distrito tenía una superficie de 1015,74 km² y una población de 66 068 habitantes.